# Bill Franke
William Augustus Franke (nacido el 15 de abril de 1937) es un inversionista especializado en aerolíneas, conocido por ser el cofundador y socio gerente de Indigo Partners LLC, un fondo de capital privado enfocado en el transporte aéreo.  Desde 1987 ha ocupado la presidencia de distintas compañías: Franke and Company, Inc., Wizz Air, Frontier Airlines y de Bristol Group SA.

## Educación y carrera temprana
En 1959, se graduó de la Universidad de Stanford con un BA en Historia y un LLB en Derecho en 1961. Al principio de su carrera, fue director ejecutivo de una empresa de productos forestales de la lista Fortune 500, Southwest Forest Industries (ahora Smurfit-Stone Container) y presidente de Circle K, compañía que reestructuró mediante la quiebra. Fue presidente y director ejecutivo de America West Airlines desde 1993 hasta 2001, presidente de Tiger Airways, con sede en Singapur, desde 2004 hasta 2009, y presidente de Spirit Airlines desde julio de 2006 hasta agosto de 2013.

## Filantropía
Fue condecorado con un doctorado honorario de la Universidad del Norte de Arizona en 2008. Luego de entregar una donación de $ 25 millones, el WA Franke College of Business recibió su nombre. En 2016 hizo una donación de $ 24 millones a la Universidad de Montana. También ha donado plata a su alma mater Stanford Law School para la creación de la cátedra WA Franke en derecho administrativo.

## Otras lecturas
- Sophie Segal (20 Aug 2019). «INTERVIEW: Indigo Partners founder Bill Franke».
- Esta obra contiene una traducción  derivada de «Bill Franke» de Wikipedia en inglés, publicada por sus editores bajo la Licencia de documentación libre de GNU y la Licencia Creative Commons Atribución-CompartirIgual 4.0 Internacional.

- Datos: Q29150409